# Épinay-sur-Odon
Épinay-sur-Odon és un municipi francès situat al departament de Calvados i a la regió de Normandia. L'any 2007 tenia 571 habitants.

## Demografia

### Població
El 2007 la població de fet d'Épinay-sur-Odon era de 571 persones. Hi havia 213 famílies de les quals 41 eren unipersonals (12 homes vivint sols i 29 dones vivint soles), 53 parelles sense fills, 94 parelles amb fills i 25 famílies monoparentals amb fills.
La població ha evolucionat segons el següent gràfic:
Habitants censats

### Habitatges
El 2007 hi havia 221 habitatges, 208 eren l'habitatge principal de la família, 4 eren segones residències i 8 estaven desocupats. 215 eren cases i 5 eren apartaments. Dels 208 habitatges principals, 178 estaven ocupats pels seus propietaris, 30 estaven llogats i ocupats pels llogaters i 1 estava cedit a títol gratuït; 4 tenien una cambra, 8 en tenien dues, 26 en tenien tres, 44 en tenien quatre i 126 en tenien cinc o més. 147 habitatges disposaven pel capbaix d'una plaça de pàrquing. A 76 habitatges hi havia un automòbil i a 122 n'hi havia dos o més.

### Piràmide de població
La piràmide de població per edats i sexe el 2009 era:
| Homes | Edats   | Dones |
| ----- | ------- | ----- |
| 0     | 95 o +  | 0     |
| 0     | 90 a 94 | 0     |
| 4     | 85 a 89 | 4     |
| 4     | 80 a 84 | 0     |
| 8     | 75 a 79 | 4     |
| 12    | 70 a 74 | 20    |
| 4     | 65 a 69 | 8     |
| 8     | 60 a 64 | 8     |
| 16    | 55 a 59 | 16    |
| 8     | 50 a 54 | 20    |
| 32    | 45 a 49 | 8     |
| 16    | 40 a 44 | 24    |
| 20    | 35 a 39 | 20    |
| 20    | 30 a 34 | 24    |
| 16    | 25 a 29 | 12    |
| 20    | 20 a 24 | 12    |
| 32    | 15 a 19 | 12    |
| 40    | 10 a 14 | 24    |
| 4     | 5 a 9   | 24    |
| 8     | 0 a 4   | 16    |

## Economia
El 2007 la població en edat de treballar era de 388 persones, 292 eren actives i 96 eren inactives. De les 292 persones actives 278 estaven ocupades (150 homes i 128 dones) i 14 estaven aturades (9 homes i 5 dones). De les 96 persones inactives 37 estaven jubilades, 33 estaven estudiant i 26 estaven classificades com a «altres inactius».

### Ingressos
El 2009 a Épinay-sur-Odon hi havia 217 unitats fiscals que integraven 604 persones, la mediana anual d'ingressos fiscals per persona era de 19.669,5 €.

### Activitats econòmiques
Dels 16 establiments que hi havia el 2007, 3 eren d'empreses extractives, 6 d'empreses de construcció, 3 d'empreses de transport, 1 d'una empresa d'hostatgeria i restauració, 1 d'una empresa immobiliària, 1 d'una empresa de serveis i 1 d'una entitat de l'administració pública.
Dels 6 establiments de servei als particulars que hi havia el 2009, 2 eren paletes, 1 guixaire pintor, 2 lampisteries i 1 agència immobiliària.
L'any 2000 a Épinay-sur-Odon hi havia 19 explotacions agrícoles que ocupaven un total de 936 hectàrees.

## Equipaments sanitaris i escolars
El 2009 hi havia una escola elemental.

## Poblacions més properes
El següent diagrama mostra les poblacions més properes.